# ان‌جی‌سی ۵۹۶
ان‌جی‌سی ۵۹۶ (انگلیسی: NGC 596) یک کهکشان بیضی شکل در صورت فلکی نهنگ است. این کهکشان ۶۵ میلیون سال نوری از زمین فاصله دارد.